# Sycon mexico
Sycon mexico är en svampdjursart som beskrevs av Hozawa 1940. Sycon mexico ingår i släktet Sycon och familjen Sycettidae. Inga underarter finns listade i Catalogue of Life.